# Felice Piccolo
Felice Piccolo (Pomigliano d'Arco, Nápoles, Italia, 27 de agosto de 1983) es un exfutbolista italiano. Jugaba de defensa.

## Selección nacional
Fue internacional con la selección de fútbol de Italia en las categorías sub-16, sub-17, sub-19, sub-20 y sub-21.

## Clubes
| Club                          | País    | Año       |
| ----------------------------- | ------- | --------- |
| Juventus F. C.                | Italia  | 2001-2003 |
| A. S. Lucchese (préstamo)     | Italia  | 2002-2003 |
| Calcio Como                   | Italia  | 2003-2004 |
| Reggina Calcio                | Italia  | 2004-2006 |
| S. S. Lazio (préstamo)        | Italia  | 2005-2006 |
| Juventus F. C.                | Italia  | 2006-2007 |
| Empoli F. C.                  | Italia  | 2007-2010 |
| A. C. ChievoVerona (préstamo) | Italia  | 2009-2010 |
| CFR Cluj                      | Rumania | 2010-2014 |
| Spezia Calcio                 | Italia  | 2014-2016 |
| U. S. Alessandria             | Italia  | 2016-2018 |

## Palmarés

### Campeonatos nacionales
| Título               | Club           | País    | Año     |
| -------------------- | -------------- | ------- | ------- |
| Serie B              | Juventus F. C. | Italia  | 2006-07 |
| Liga I               | CFR Cluj       | Rumania | 2009-10 |
| Copa de Rumania      | CFR Cluj       | Rumania | 2009-10 |
| Supercopa de Rumania | CFR Cluj       | Rumania | 2010    |
| Liga I               | CFR Cluj       | Rumania | 2011-12 |